# افسر کرمانی
میرزا مهدی‌قلی‌خان کرمانی ملقب به افسر کرمانی از شاعران و خوشنویسان ایرانی سدهٔ سیزدهم قمری بود. وی در نیمهٔ دوم سدهٔ سیزدهم در کرمان به دنیا آمد.
وی در کرمان تحصیل کرد و زبان و ادب و دین و حکمت را در آن‌جا آموخت. با پیشرفت علمی زیادی که کرد، ناصرالدین‌شاه او را فراخواند و ستود و به او لقب «افسرالشعراء» داد.
افسر كرماني دارای ديوان اشعاري متجاوز از پانزده هزار بيت از انواع قصايد، مثنويات، رباعيات و غزليات بوده كه به همت يكي از نتايج وي به نام عبدالرضا افسري كرماني فرزند مرحوم عباس افسري كه از وكلاي خوشنام دادگستري كرمان مي باشد چاپ و منتشر شده است.
نثر او با اسلوب مقامه‌نگاری و نثری پرآرایه است.
او زمین‌لرزه بزرگ و ویرانگری را در کرمان تجربه کرد که شعری نیز در وصف آن دارد که این‌گونه می‌آغازد:
| پیش از اینم بود سامان و سری در این دیار |  | هان به من نگذاشته نه سر نه سامان زلزله |
| خانه و کاشانه‌ام بنمود او زیر و زبر      |  | بوالعجب بر خرمنم افروخت نیران زلزله    |

ویژگی‌های شعر او را طنزپردازی، ستم‌ستیزی و مرثیه‌پردازی دانسته‌اند.